# Кирліджеле
Кирліджеле (рум. Cârligele) — село у повіті Вранча в Румунії. Адміністративний центр комуни Кирліджеле.
Село розташоване на відстані 157 км на північний схід від Бухареста, 8 км на захід від Фокшан, 78 км на захід від Галаца, 114 км на схід від Брашова.

## Населення
За даними перепису населення 2002 року у селі проживали 1092 особи, усі — румуни. Усі жителі села рідною мовою назвали румунську.